# トロールズ (2016年の映画)
『トロールズ』（原題: Trolls）は、2016年のアメリカ合衆国のコンピュータアニメーション・ジュークボックス・ミュージカル・コメディ映画。トーマス・ダム作のトロール・ドールを原作としている。ドリームワークス・アニメーション製作。
ポピーとブランチという2人のトロールが、トロールを食べて幸せになる巨大生物ベルゲンによって破壊された村を救うために旅に出る。
続編『トロールズ ミュージック★パワー』は2020年4月10日に公開され、3作目『トロールズ・バンド・トゥギャザー』は2023年11月17日に公開される。

## ストーリー
トロールたちはハッピーフォレストに住む、歌って踊ってハグをしあって常に幸せを感じているカラフルな生き物。ある日、トロールを食べることでしか幸せを感じることができない惨めな生き物ベルゲンに見つかってしまう。巨体のベルゲンたちは常に不幸を感じており、トロールを食べることが幸せをもたらすと信じている。そのため、ベルゲンたちはトロールを幽閉し、毎年トロールフェスの日にトロールを食べているのだ。ある日、ベルゲンの王子であるグリッスルJr.が初めてトロールを食べる日、トロールの王ぺピーは皆を引き連れて脱出することに成功した。王室専属の料理人でトロールの管理を行っていたシェフは、トロールを逃がしたとしてベルゲンタウンから追放されてしまった。
それから20年が経ち、日々幸せに暮らすトロールたちは、ぺピーの一人娘ポピーの企画で、盛大なパーティーを開くことを計画していた。皆が準備に励む中、色彩を無くして灰色になったブランチだけは、パーティーがベルゲンを引き付けることを警戒し反対した。パーティー当日、ブランチの予感が的中し、シェフが乱入。ポピーの親友を誘拐して行ってしまった。責任を感じたポピーは、ベルゲンたちから仲間を救出しようと村を出る。一度は断ったものの、ポピーを1人で行かせることに危険を感じ、ブランチも渋々ながら同行することに。
ベルゲンの城ではトロールを食べられるとあって、晩餐会がひらかれることになった。ポピーとブランチが着いた時には、ちょうどトロールの1人クリークがシェフに連れ去られるところだった。クリークの無事を祈りつつ、他の仲間を助けに行く。捕まったトロール達は、城に住む召使いブリジットの部屋にいた。ブリジットがグリッスルJr.に恋していることを知ったポピーは、自分たちを逃がしてクリークの救出に協力してくれたら、王との仲を取り持ってあげると約束する。その場にいるトロール全員で、自己不信に陥っているブリジットをやる気にさせようとするが、ブランチが歌うのを頑なに拒むことで、ポピーと激しい言い争いになってしまう。ブランチには、自分が歌ったことでベルゲンに見つかり、祖母が身代わりで連れ去られた過去があった。それ以降歌うことをやめ、罪悪感から青色から灰色の身体になったのだ。結局ブランチも協力することになり、ブリジットを綺麗に変身させることに成功する。変身したブリジットは王の目を引き、デートの際に王はブリジットを晩餐会に誘う。約束通り、ブリジットはクリーク救出を手助けしようとする。しかし、クリークは自分可愛さに仲間を裏切り、ポピーたちだけではなく村にいたトロール全員が捕まってしまう。
希望をなくし色を失うトロールたち。ブランチはポピーを元気づけようと歌い、それに勇気づけられ、ブランチ自身も含め皆の色が戻った。晩餐会では、王であるグリッスルJr.にブリジットとのデートで幸せだったことを思い出させ、トロールを食べなくても幸せを感じられると説得する。ベルゲンとトロールは仲良くなり、ポピーはトロールの女王になった。

## 登場人物
ポピー（Poppy）
声 - アナ・ケンドリック（英）、清水理沙（日）
トロールの女王となる勇気のあるリーダー。ピンクの髪と青い花飾りが特徴。天真爛漫で明るく、前向きな性格だが、楽天家で無鉄砲なところがある。仲間を助けるため、ベルゲンたちに立ち向かう。
ブランチ（Branch）
声 - ジャスティン・ティンバーレイク（英）、KENN（日）
内気で気真面目で物事を直ぐに信じない性格のトロール。ポピーを見かね、仲間たちの救出へ向かう。
グリッスルJr.（Gristle Jr.）
声 - クリストファー・ミンツ＝プラッセ（英）、西谷修一（日）
ベルゲンの王子。トロールフェスの日にトロールを食べようとしている。
ブリジット（Bridget）
声 - ズーイー・デシャネル（英）、まつだ志緒理（日）
シェフの雑用係として働く心優しいベルゲン。グリッスルJr.に密かに恋していた。
シェフ（Chef）
声 - クリスティーン・バランスキー（英）
ベルゲンの残酷で権力欲の強いシェフ。トロールを逃がしたとしてベルゲンタウンから追放されてしまった。
クリーク（Creek）
声 - クリスティーン・バランスキー（英）、古川慎（日）
ポピーの親友でポジティブな性格と優れた知恵を持つ。自分可愛さに仲間を裏切り、他のトロールの居場所をベルゲンに教えてしまった。
ビギー（Biggie）
声 - ジェームズ・コーデン（英）、かぬか光明（日）
ポピーの親友。体が大きくて心優しいトロールで、繊細な心の持ち主。
ペピー（King Peppy）
声 - ジェフリー・タンバー（英）、楠見尚己（日）
トロールの王であり、かつてベルゲンからみんなを自由に導いたポピーの父。
グリスル王（King Gristle Sr.）
声 - ジョン・クリーズ（英）
ベルゲンの王であり、グリッスルの父。
DJスキ（DJ Suki）
声 - グウェン・ステファニー（英）、藤田昌代（日）
ポピーの親友。虫で作ったDJ機材を使っている。
クーパー（Cooper）
声 - ロン・ファンチズ（英）、濱野大輝（日）
ポピーの親友。他のトロールたちとは異なり、長い首と4本足を持つ。
サテン&シェニール（Satin and Chenille）
声 - アイノ・ジャウォ、キャロライン・ヒェルト（英）、堀井千砂（日）
ポピーの親友。髪型とファッションが好きなことで合体した双子のトロール。
ガイ・ダイヤモンド（Guy Diamond）
声 - クナル・ネイヤー（英）、佐藤せつじ（日）
ポピーの親友。全身シルバーのグリッターに身を包み、オートチューニングされた高度な声を持つ。
ロージーパフ（Grandma Rosiepuff）
声 - GloZell（英）
ブランチの亡き祖母。ブランチがベルゲンに見つかったときに、身代わりで連れ去られた。

## キャスト
| キャラクター       | 声優                                                      | 声優         |
| キャラクター       | 原語版                                                    | 日本語吹替版 |
| ------------------ | --------------------------------------------------------- | ------------ |
| ポピー             | アナ・ケンドリック アイリス・ドールン（幼少期）           | 清水理沙     |
| ブランチ           | ジャスティン・ティンバーレイク リアム・ヘンリー（幼少期） | KENN         |
| グリスル           | クリストファー・ミンツ＝プラッセ                          | 西谷修一     |
| ブリジッド         | ズーイー・デシャネル                                      | まつだ志緒理 |
| クリーク           | ラッセル・ブランド                                        | 古川慎       |
| ビギー             | ジェームズ・コーデン                                      | かぬか光明   |
| ペピー             | ジェフリー・タンバー                                      | 楠見尚己     |
| DJスキ             | グウェン・ステファニー                                    | 藤田昌代     |
| クーパー           | ロン・ファンチズ                                          | 濱野大輝     |
| サテン             | アイノ・ジャウォ                                          | 堀井千砂     |
| シェニール         | キャロライン・ヒェルト                                    | 堀井千砂     |
| ガイ・ダイヤモンド | クナル・ネイヤー                                          | 佐藤せつじ   |
| シェフ             | クリスティーン・バランスキー                              |              |
| グリスル王         | ジョン・クリーズ                                          |              |
| ハーパー           | クヮヴェンジャネ・ウォレス                                |              |
| ロージーパフ       | GloZell                                                   |              |

## 製作

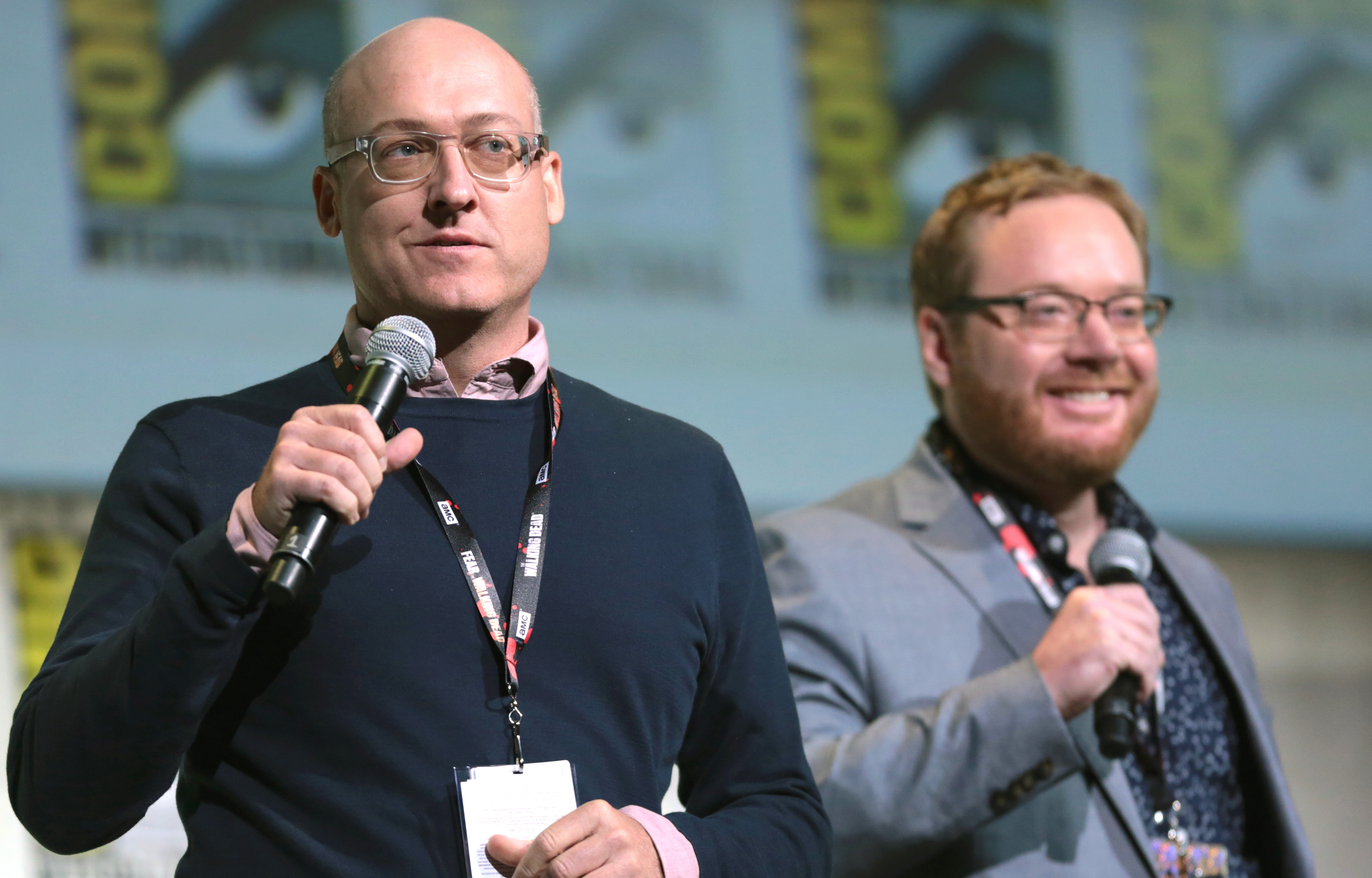
マイク・ミッチェル監督とウォルト・ドールン共同監督が、2016年コミコン・インターナショナルで本作の映像を披露した。

ドリームワークスは2010年に、「トロール・ドール」を原作とした映画の計画を発表した。当初は、アダム・ウィルソンとメラニー・ウィルソン・ラブラシオが脚本を担当する予定だった。2012年、クロエ・グレース・モレッツとジェイソン・シュワルツマンが主演にキャスティングされたと報じられた。2012年9月、20世紀フォックスとドリームワークス・アニメーションは、ウォレス・ウォロダースキーとマヤ・フォーブスが脚本を、アナンド・タッカーが監督を務める本作を2015年6月5日に公開すると発表した。
2013年4月までに、ドリームワークス・アニメーションはダム・ファミリーおよびダムシングスから「トロール・ドール」の知的財産を取得した。フランチャイズに大きな計画を持っていたドリームワークス・アニメーションは、ダムシングスがライセンサーであり続けるスカンジナビアを除いて、商品化権の独占的な世界的ライセンサーとなった。2013年5月、公開日が2016年11月4日に1年延期された。同月、ドリームワークス・アニメーションは、マイク・ミッチェルとエリカ・リビノハを監督と脚本家として起用し、トロールのカラフルな髪の由来を紹介するミュージカル・コメディとして「再構築」すると発表した。2014年6月16日、アナ・ケンドリックがポピーの声優としてキャストに加わった。2015年9月15日、『Deadline Hollywood』は、ジャスティン・ティンバーレイクがブランチの声優としてキャストに加わったと報じた。ティンバーレイクは、2007年に『シュレック3』のアーサー・"アーティ"・ペンドラゴンの声を担当したことがある。
全キャストは2016年1月6日、Twitterで発表した。

### 音楽
ジャスティン・ティンバーレイクが本作の音楽のエグゼクティブ・プロデューサーを務め、2016年5月6日に『Hello Darkness』と連動したオリジナル曲「Can't Stop the Feeling!」を発表した。この曲は、アメリカやカナダを含む17カ国の公式チャートで1位を獲得した。ティンバーレイクに加え、他のキャストも本作のサウンドトラックに参加しており、アース・ウィンド・アンド・ファイアーやアリアナ・グランデもゲスト参加している。このサウンドトラックは、アメリカレコード協会とオーストラリアレコード産業協会からプラチナ認定を受けた。

## 封切り
本作のオープニングプレミアは、2016年10月8日にロンドン映画祭オープニングセレブレーションでBFI特別上映として公開され、アメリカでは2016年11月4日に20世紀フォックスにより、イギリスでは2016年10月21日に先行劇場公開された。

### マーケティング
本作の最初のティーザー予告は、2016年1月28日にオンラインで公開された。その翌日には、『カンフー・パンダ3』が公開され、劇場デビューを果たした。そして2016年6月29日、2本目の予告がオンラインで公開された。
ドリームワークスは本作の宣伝に推定1億500万ドルを費やした。

### ホームメディア
本作は2017年1月24日にデジタルHDで、2017年2月7日にDVDとBlu-rayで発売された。同作品は2週連続でホームビデオ売上チャートの首位を獲得した。2017年6月から2018年12月までNetflixで配信され、2022年12月7日に4年ぶりにストリーミングプラットフォームに復帰した。

### テレビ放送
| 回 | 放送日        | 放送時間（JST）   | 放送局     | 放送枠                  | 視聴率 | 備考                       | 出典          |
| -- | ------------- | ----------------- | ---------- | ----------------------- | ------ | -------------------------- | ------------- |
| 1  | 2020年10月3日 | 土曜15:20 - 17:00 | 日本テレビ | 土曜パラダイス（第2部） | 3.5％  | 関東ローカル・地上波初放送 | [ 40 ] [ 41 ] |

- 視聴率はビデオリサーチ調べ、関東地区・世帯・リアルタイム。

## 作品の評価

### 興行収入
本作は、1億2,500万ドルの製作費に対し、アメリカとカナダで1億5,370万ドル、その他の国で1億9,320万ドル、全世界で3億4,680万ドルの興行収入を記録した。『Deadline Hollywood』は、経費と収入をすべて考慮した場合、本作の純利益は1,900万ドルになると計算した。
アメリカとカナダでは、『ドクター・ストレンジ』と『ハクソー・リッジ』と同日に公開され、公開週末には4,060館で3,500万ドルから4,000万ドルの興行収入を見込んでいた。初日の興収は1,230万ドル（木曜夜のプレビュー興収90万ドルを含む）。興行収入は4,650万ドルで、『ドクター・ストレンジ』に次ぐ2位となった。

### 映画批評家によるレビュー
レビュー収集サイト「Rotten Tomatoes」では、165件のレビューに基づく支持率は75％で、平均評価は6.30/10となった。同サイトのレビューでは「本作は、一目でわかるキャラクターたちが大スクリーンで繰り広げるカラフルなアドベンチャーである」と評価した。「Metacritic」では、32人の批評家による評価で100点満点中55点となっており、「賛否両論または平均的な評価」となった。「CinemaScore」の観客投票では、A+からFまでの評価で平均「A」、「PostTrak」の報告では、観客は80％の好意的な評価をした。
「AP通信」のリンジー・バーは、本作に好意的な評価を与え、「結局のところ、『インサイド・ヘッド』などに比べれば陳腐ではあるが、物語の「幸せになろう」という教訓は、観客にとって十分に甘い。お菓子にそれ以上を期待したのか？」と評価した。『シカゴ・サンタイムズ』のビル・ズヴェッカーは、本作に4つ星のうち3つ半の星をつけ、「あなたはただ、劇場を出て、あるいは踊って、とても幸せな気分になるだろう」と評価した。『ニューヨーク・タイムズ』のアンディ・ウェブスターは、「ドリームワークス・アニメーションの『トロールズ』は、陽気で、忙しく、時に滑稽である」と評価した。
『ハリウッド・リポーター』のマイケル・レヒトシャフェンは、「見た目は確かに活気に満ちているが、ミュージカル・コメディ・アニメとして非常にわかりやすい」と評価した。『ザ・ラップ』のアロンソ・ジュラルデは、「『スマーフ』のかろうじて存在するキャラクター設定とイライラさせるかわいらしさに、『ストレンジ・マジック』の醜悪なキャラクターデザインとひどいポップ・カバーを組み合わせた」と評価した。『コモン・センス・メディア』のベッツィー・ボズデックは、4つ星をつけ、「間違いなく子供たちは本作を気に入るだろう。本作はキュートで、カラフルで、キャッチーな歌がたくさんあって、メッセージはポジティブでわかりやすい（幸せは、それを見つける場所や方法を知っていれば、誰の中にもあるものだし、誰かに好かれるために自分を変える必要はない）」と評価した。

### 受賞
| 受賞年月日 | 受賞年月日 | 賞                                               | カテゴリー                                      | ノミネート作品 / 人物                              | 結果       | 脚注          |
| ---------- | ---------- | ------------------------------------------------ | ----------------------------------------------- | -------------------------------------------------- | ---------- | ------------- |
| 2016年     | 7月31日    | 2016年ティーン・チョイス・アワード               | 映画部門                                        | トロールズ                                         | ノミネート | [ 53 ]        |
| 2016年     | 7月31日    | 2016年ティーン・チョイス・アワード               | 音楽部門                                        | Can't Stop the Feeling!                            | ノミネート | [ 53 ]        |
| 2016年     | 11月6日    | 第20回ハリウッド映画賞                           | 主題歌賞                                        | Can't Stop the Feeling!                            | 受賞       |               |
| 2016年     | 11月17日   | ハリウッドメディア音楽賞                         | 最優秀ソング                                    | Can't Stop the Feeling!                            | 受賞       | [ 54 ] [ 55 ] |
| 2016年     | 11月17日   | ハリウッドメディア音楽賞                         | 最優秀サウンドトラック                          | トロールズ オリジナルサウンドトラック              | ノミネート | [ 54 ] [ 55 ] |
| 2016年     | 11月17日   | ハリウッドメディア音楽賞                         | 最優秀音楽監督                                  | ジャスティン・ティンバーレイク                     | ノミネート | [ 54 ] [ 55 ] |
| 2016年     | 12月11日   | 第22回クリティクス・チョイス・アワード           | アニメ映画賞                                    | トロールズ                                         | ノミネート | [ 56 ]        |
| 2016年     | 12月11日   | 第22回クリティクス・チョイス・アワード           | 歌曲賞                                          | Can't Stop the Feeling!                            | ノミネート | [ 56 ]        |
| 2016年     | 12月18日   | 第12回セントルイス映画批評家協会                 | 最優秀サウンドトラック賞                        | トロールズ                                         | ノミネート | [ 57 ]        |
| 2017年     | 1月8日     | 第74回ゴールデングローブ賞                       | 主題歌賞                                        | Can't Stop the Feeling!                            | ノミネート |               |
| 2017年     | 2月4日     | 第44回アニー賞                                   | キャラクターデザイン賞                          | ティム・ラム、クレイグ・ケルマン                   | ノミネート | [ 58 ]        |
| 2017年     | 2月4日     | 第44回アニー賞                                   | 美術賞                                          | ケンドール・クロンカイト、ティム・ラム             | ノミネート | [ 58 ]        |
| 2017年     | 2月4日     | 第44回アニー賞                                   | 絵コンテ賞                                      | クレア・モリッシー                                 | ノミネート | [ 58 ]        |
| 2017年     | 2月4日     | 第44回アニー賞                                   | 声優賞                                          | ズーイー・デシャネル                               | ノミネート | [ 58 ]        |
| 2017年     | 2月12日    | 第59回グラミー賞                                 | 最優秀ソング（ビジュアルメディア向け）          | Can't Stop the Feeling!                            | 受賞       | [ 59 ]        |
| 2017年     | 2月16日    | ギルド・オブ・ミュージック・スーパーバイザーズ賞 | 最優秀ソング / レコーディング                   | Can't Stop the Feeling!                            | ノミネート | [ 60 ]        |
| 2017年     | 2月19日    | 第21回サテライト賞                               | アニメーション・ミックスメディア映画賞          | トロールズ                                         | ノミネート | [ 61 ]        |
| 2017年     | 2月19日    | 第21回サテライト賞                               | 主題歌賞                                        | Can't Stop the Feeling!                            | ノミネート | [ 61 ]        |
| 2017年     | 2月26日    | 第89回アカデミー賞                               | アカデミー歌曲賞                                | Can't Stop the Feeling!                            | ノミネート | [ 62 ]        |
| 2017年     | 3月5日     | iHeartRadio Music Awards                         | 最優秀ソング                                    | Can't Stop the Feeling!                            | ノミネート | [ 63 ]        |
| 2017年     | 3月11日    | 2017年キッズ・チョイス・アワード                 | フェイバリットアニメーション映画賞              | トロールズ                                         | ノミネート | [ 64 ]        |
| 2017年     | 3月11日    | 2017年キッズ・チョイス・アワード                 | アニメーション映画の声優賞                      | ジャスティン・ティンバーレイク、アナ・ケンドリック | ノミネート | [ 64 ]        |
| 2017年     | 3月11日    | 2017年キッズ・チョイス・アワード                 | フェイバリットフレネミー賞                      | ジャスティン・ティンバーレイク、アナ・ケンドリック | ノミネート | [ 64 ]        |
| 2017年     | 3月11日    | 2017年キッズ・チョイス・アワード                 | フェイバリットサウンドトラック賞                | トロールズ オリジナルサウンドトラック              | ノミネート | [ 64 ]        |
| 2017年     | 5月21日    | ビルボード・ミュージック・アワード2017           | 最優秀サウンドトラック / キャストレコーディング | トロールズ オリジナルサウンドトラック              | ノミネート | [ 65 ]        |
| 2017年     | 6月28日    | 第43回サターン賞                                 | アニメ映画賞                                    | トロールズ                                         | ノミネート | [ 66 ]        |
| 2017年     | 10月18日   | ワールド・ミュージック・アワード                 | 最優秀主題歌賞                                  | Can't Stop the Feeling!                            | ノミネート | [ 67 ]        |
| 2017年     | 11月19日   | 2017年アメリカン・ミュージック・アワード         | 最優秀サウンドトラック                          | トロールズ オリジナルサウンドトラック              | ノミネート | [ 68 ]        |

## 続編
「ドリームワークス・トロールズ・エクスペリエンス」は、フェルド・エンターテインメントとユニバーサル・ブランド・デベロップメントが2018年4月に製作に合意していた複数のモバイル・ポップアップ・アトラクションの第1弾だった。このポップアップ・アトラクションは2018年10月22日にニューヨークでオープンした。

### 映画シリーズ
2017年2月28日、2016年から同スタジオの新たな配給会社であり親会社でもあるユニバーサル・ピクチャーズとドリームワークス・アニメーションは、『トロールズ2』と題した続編を2020年4月10日に公開すると発表し、ケンドリックとティンバーレイクがポピーとブランチ役を続投したほか、アイベルとバーガーが脚本に復帰した。2017年10月4日、続編の公開日は2020年2月14日に前倒しされ、『ワイルド・スピード/ジェットブレイク』は当初の2020年4月10日の枠に収まった。新しい公開日と同時に、ドーンが監督に戻り、シェイが続編の製作に戻ることが発表された。2017年12月6日、映画は2020年4月17日公開に延期された。2020年3月4日、『007/ノー・タイム・トゥ・ダイ』が延期されたため、映画は再び2020年4月10日の公開に延期された。
2018年5月、サム・ロックウェル、チャンス・ザ・ラッパー、アンソニー・ラモス、カラン・ソーニ、フラ・ボルグ、ジェイミー・ドーナンの出演が確認された。コーデン、アイコナ・ポップ、ファンチェス、ステファニー、ナイヤールも再演する。2018年10月、ケリー・クラークソンがキャストに加わり、オリジナル曲を披露することが確認された。
2018年6月に続編の新たなタイトル『Trolls World Tour』が発表された。2017年5月、ポッドキャスターのジャスティン、トラヴィス、グリフィン・マッケロイは、「The McElroy Brothers Will Be in Trolls 2」（後に、続編のサブタイトルが明らかになった後、「The McElroy Brothers Will Be in Trolls World Tour」と改名）と題したポッドキャストを通じて、本作への出演を求めるキャンペーンを開始した。ポッドキャストの人気を受け、ドリームワークスは2018年9月、マッケロイ兄弟が『World Tour』にカメオ出演することを確認した。
2019年6月、プロモーションポスターとともに、J・バルヴィン、メアリー・J. ブライジ、レイチェル・ブルーム、ジョージ・クリントン、エスター・ディーン、グスターボ・ドゥダメルら新キャストが発表された。
2020年4月9日、ジャスティン・ティンバーレイクはApple Musicで『トロールズ』に参加することを表明し、「文字通り、贈り物が続くようなもののため、『トロールズ』シリーズを7本くらい作ってほしい」と語った。2021年11月22日、『トロールズ』の3作目が2023年11月17日に公開されることが発表された。

### テレビシリーズ
『トロールズ: みんなのハッピーホリデー!』は、2017年11月24日にNBCで放送された30分テレビスペシャルである。ポピーは、ベルゲンたちに祝日がないことに気づく。彼女はブランチとその仲間たち（スナックパック）に協力してもらい、親友のブリジットや他のベルゲンたちに祝日の大切さを教える。オリジナル・キャストのほとんど（ケンドリック、ティンバーレイク、デシャネル、ミンツ＝プラッセ、コーデン、ファンチェス、ネイヤール、ドーンなど）が、本作で演じた役を続投した。監督はクロフォード、脚本はジョシュ・バイセルとジョナサン・フェナー、音楽はジェフ・モローが担当した。7曲を収録したサウンドトラック・アルバムは2017年10月27日にリリースされた。現在、Netflixで配信され、ユニバーサル・ピクチャーズ・ホームエンターテイメントからDVDが発売されている。DVDの特典映像には、『スピリット: 自由に駆け抜けて』1話と『ホーム: ティップ＆オーとの冒険』2話も収録された。
第2弾スペシャル『トロールズ ホリデー・ハーモニー』は2021年11月26日に放送された。

### アニメシリーズ
Netflixで放送された『トロールズ: シング・ダンス・ハグ!』と題された、映画を原作とした全52話のアニメシリーズは、2018年1月19日に初放送され、8シーズンにわたって放送された。主演はポピー役のアマンダ・レイトン、ブランチ役のスカイラー・アスティン、クーパー役を続投したファンチェス、クラウド・ガイ役を続投したドールンである。
『トロールズ ミュージック★パワー』に続き、2020年には『トロールズ トロールズトピア』という別のアニメシリーズがPeacockとHuluで公開された。